# Hypsiboas crepitans
Hypsiboas crepitans е вид земноводно от семейство Дървесници (Hylidae).

## Разпространение
Видът е разпространен в Бразилия, Венецуела, Гвиана, Колумбия, Панама, Суринам, Тринидад и Тобаго и Френска Гвиана.